# ’Ot ’n’ Sweaty
'Ot 'n' Sweaty — студийный альбом американской рок-группы Cactus, выпущенный в 1972 году.

## Об альбоме
Двое участников оригинального состава — Джим МакКарти и Расти Дэй покинули группу, а басист Тим Богерт и барабанщик Кармин Аппиче пригласили в группу гитариста Вернера Фрицшингса, клавишника Дуэйна Хитчингса и вокалиста Питера Фрэнча (ex-Leaf Hound, Atomic Rooster). Ot 'n' Sweaty — заключительный альбом группы перед их распадом.
Первые три песни (заполнявшие первую сторону оригинальной долгоиграющей пластинки) были записаны на концерте 3 апреля 1972 в Пуэрто-Рико
на фестивале Mar y Sol, а остальные (вторая сторона пластинки) в студии (таким образом на обложке альбома указан после названия группы: «на сцене в Пуэрто-Рико и в студии»).

## Список композиций
1. «Swim» (Appice, Bogert, Day, McCarty) — 4:42
2. «Bad Mother Boogie» (Appice, Bogert, French, Fritzchings, Hitchings) — 5:21
3. «Our Lil Rock-n-Roll Thing» (Appice, Bogert, French, Fritzchings, Hitchings) — 7:01
4. «Bad Stuff» (French, Johnson) — 3:11
5. «Bringing Me Down» (Appice, Bogert, French, Fritzchings, Hitchings) — 5:25
6. «Bedroom Mazurka» (French, Hitchings) — 4:38
7. «Telling You» (French, Hitchings) — 5:09
8. «Underneath The Arches» (Connelly, Flanagan, McCarty) — 0:26

## Участники записи
- Peter French — вокал
- Werner Fritzsching — гитара
- Tim Bogert — бас-гитара, бэк-вокал
- Duane Hitchings — орган, пианино, электрическое фортепиано
- Кармайн Аппис — ударные, перкуссия, бэк-вокал

Также на альбоме указаны
- Peter Finch — Vocals
- Yves Bigot — Liner Notes
- Andree Buchler — Re-Release Coordinator
- Thierry Amsallem — Re-Release Coordinator
- Michael Delugg — Engineer
- Jimmy Douglass — Engineer
- Ahmet Ertegün — Liner Notes
- David Gahr — Photography
- Geoffrey Haslam — Producer, Remixing, Mixing
- Joel Kerr — Engineer
- Bernie Kirsh — Assistant Engineer
- Richard Mantel — Art Direction, Design
- Claude Nobs — Liner Notes, Re-Release Coordinator
- David Palmer — Engineer
- Buzz Richmond — Assistant Engineer
- Jean Ristori — Mastering
- Tom Scott — Engineer
- Ray Thompson — Engineer
- Urs Tschuppert — Design
- James E. Vickers — Engineer
- David Willardson — Cover Art